# Trần Thị Thanh Thúy
Trần Thị Thanh Thúy (sinh ngày 12 tháng 11 năm 1997), còn được biết đến với biệt danh 4T, là vận động viên bóng chuyền nữ. Thanh Thuý là thành viên của Đội tuyển bóng chuyền nữ quốc gia Việt Nam từ năm 2014. Hiện cô là đội trưởng của Đội tuyển bóng chuyền nữ quốc gia Việt Nam và thi đấu cho câu lạc bộ VTV Bình Điền Long An.

## Tuổi thơ
Trần Thị Thanh Thúy là người quê Hà Nam nhưng sinh ra và lớn lên ở Bình Dương. Bố của cô là viên chức ngành giao thông, còn mẹ cô là giáo viên. Năm 12 tuổi, cô đã đạt chiều cao 1m78. Dù chưa từng chơi nhưng cô đã đam mê bóng chuyền và thường xuyên theo dõi những trận đấu môn thể thao này. Cô được Câu lạc bộ bóng chuyền VTV Bình Điền Long An chú ý đến vì chiều cao của mình. Do cao hơn quá nhiều so với các vận động viên đồng trang lứa nên ban huấn luyện VTV Bình Điền Long An đã phải xác minh nhiều nguồn để xác định tuổi thật của Thúy đúng là 12. Cựu huấn luyện viên Lương Khương Thượng đã đến nhà để thuyết phục gia đình Thanh Thúy cho cô đi học bóng chuyền. Gia đình đã từ chối vì mong muốn cho con gái theo học văn hóa và thấy con đường vận động viên vừa vất vả, vừa bấp bênh.
Sau nhiều lần cố gắng thuyết phục, gia đình Thanh Thúy đã chấp nhận cho con theo nghề bóng chuyền và Thanh Thúy gia nhập đội trẻ Bình Điền Long An. Đây được coi là trung tâm đào tạo bóng chuyền hàng đầu Việt Nam. Khi thi tuyển vào đội trẻ, cô đã bị các bạn trong đội nghi ngờ ăn gian tuổi.
Các bạn cứ nghĩ em ăn gian tuổi làm em rất xấu hổ. Khi đó em đã khóc rất nhiều, nhưng được các thầy, cô động viên nên đã vượt qua cú sốc đầu tiên.— Trần Thị Thanh Thúy

Ở đội trẻ, huấn luyện viên Lương Khương Thượng đã viết một lộ trình đào tạo riêng cho Thanh Thúy. Cô đã luyện tập, rèn giũa kết hợp với thi đấu cọ xát ở đội trẻ trong 3 năm.

## Sự nghiệp thi đấu

### 2013-2015: Những năm đầu sự nghiệp
Trong thời gian chủ công Kim Đính bị chấn thương, Thúy đã được đôn từ đội trẻ lên đội chính để tham dự Cúp VTV Bình Điền 2013 dù lúc đó cô chưa đủ 16 tuổi. Cầu thủ Nguyễn Thị Ngọc Hoa đã đánh giá cô cùng với Lê Thanh Thúy là hai gương mặt nổi bật xuất hiện tại giải đấu đó và "sẽ làm mưa làm gió ở làng bóng chuyền nữ".
Đầu năm 2014, Trần Thị Thanh Thúy được câu lạc bộ đưa lên đội chính. Cô trở thành nhân tố quan trọng giúp đội bóng này giành ngôi á quân giải bóng chuyền vô địch quốc gia, tham dự VTV Cup 2014 như vận động viên dự bị chiến lược. Năm 2015, nữ vận động viên đạt chiều cao 1m90. Cô tiếp tục thi đấu ở đội VTV Bình Điền Long An, nhận giải vận động viên trẻ triển vọng tại Cúp VTV Bình Điền 2015 và giành ngôi vô địch cúp Hùng Vương. Ở cấp độ đội tuyển quốc gia, cô tham dự giải vô địch châu Á 2015, SEA Games 28 và VTV Cup 2015.

### 2016-2017: Lên ngôi tại giải vô địch quốc gia Thái Lan và giải vô địch quốc gia Việt Nam
Ngày 4 tháng 1 năm 2016, cô đầu quân cho câu lạc bộ Bangkok Glass (Thái Lan) - đội vừa giành ngôi ở Giải vô địch bóng chuyền các câu lạc bộ nữ châu Á. Cô thi đấu giai đoạn lượt về và giúp câu lạc bộ này bảo vệ thành công chức vô địch giải bóng chuyền vô địch quốc gia Thái Lan. Cùng năm đó, Trần Thị Thanh Thúy nhận được học bổng cho bốn năm học tại Đại học Oregon State (Mỹ) nhưng không thể sang Mỹ theo học do đang bận thi đấu. Sau đó vận động viên tham dự VTV Cup 2016, giành danh hiệu chủ công xuất sắc nhất. Cuối năm 2016, Thanh Thúy thi đấu không tốt tại vòng 2 Giải vô địch quốc gia Việt Nam và từ chối lời mời của Bangkok Glass tham dự giải vô địch quốc gia Thái Lan 2016-2017.
Năm 2017, cô vừa thi đấu câu lạc bộ VTV Bình Điền Long An tại giải vô địch quốc gia và Cúp VTV9 Bình Điền, vừa cùng đội tuyển quốc gia dự VTV Cup, giải vô địch châu Á, giải U23 nữ châu Á và SEA Games 29. Cô giành danh hiệu cá nhân "Chủ công xuất sắc nhất" ở VTV Cup và giải U23 nữ châu Á và cùng VTV Bình Điền Long An lên ngôi vô địch tại Giải vô địch quốc gia Việt Nam.

### 2017-2019: Thi đấu ở Đài Loan và Việt Nam
Mùa giải 2017-2018, cô gia nhập câu lạc bộ Attack Line của Đài Loan và trở thành vận động viên bóng chuyền Việt Nam đầu tiên ở một câu lạc bộ ngoài khu vực Đông Nam Á. Cô trở thành chủ công ghi nhiều điểm nhất của câu lạc bộ với 147 điểm sau 8 trận. Trong năm 2018, cô trở về VTV Bình Điền Long An dự giải vô địch quốc gia và cùng câu lạc bộ bảo vệ thành công danh hiệu vô địch giải đấu này. Ở đội tuyển quốc gia, cô tham dự VTV Cup, Đại hội Thể thao Châu Á và Cúp Châu Á.
Sau khi giải quốc gia Việt Nam 2018 kết thúc, Thanh Thúy quay lại Đài Loan và tiếp tục thi đấu cho Attack Line. Ở giải vô địch quốc gia Đài Loan 2018-2019, cô cũng ra sân 8 trận và ghi được 158 điểm. Ở Giải U23 châu Á 2019, Thanh Thúy là chủ công xuất sắc nhất và giúp Việt Nam giành hạng 3 chung cuộc. Tại lượt đi ASEAN Grand Prix 2019, Thanh Thúy và các đồng đội thi đấu không thành công, thua cả 3 trận và xếp thứ 4 trên 4 đội.

### 2019-2024: Thi đấu ở Nhật Bản
Mùa giải 2019-2020, cô thi đấu cho đội bóng chuyền nữ Denso Airybees ở Nhật Bản. Ở mùa giải này, cô ít được ra sân thi đấu. Denso Airy Bees đã đề nghị Thanh Thúy ký hợp đồng mới, nhưng cô trở về nước và thi đấu tại Giải vô địch quốc gia 2020. Nửa đầu năm 2021, cô cùng VTV Bình Điền Long An vô địch Cúp Hoa Lư, giành vị trí nhì bảng B vòng 1 giải vô địch quốc gia Việt Nam và vô địch Cúp Hùng Vương.
Tháng 6 năm 2021, PFU Blue Cats - một đội bóng khác ở Nhật Bản - đã liên hệ với VTV Bình Điền Long An để ký hợp đồng với Trần Thị Thanh Thúy. Cô thi đấu cho câu lạc bộ này 3 mùa, từ 2021 đến 2024. Ở đó cô được ra sân nhiều trận nhưng chủ yếu đánh phụ công, trái với sở trưởng chủ công của nữ vận động viên. Trong thời gian 2022-2023, cô có những lần lên đội tuyển quốc gia để dự nhiều giải đấu. Năm 2022, cô tham dự Đại hội Thể thao Đông Nam Á, Cúp bóng chuyền nữ châu Á và ASEAN Grand Prix. Năm 2023 cô tham gia Cúp Bóng chuyền Thách thức Nữ Châu Á, Đại hội Thể thao Châu Á, Giải Vô địch Các câu lạc bộ Nữ Châu Á , Giải vô địch các câu lạc bộ nữ thế giới và FIVB Challenger Cup. Tại Cúp Bóng chuyền Thách thức Nữ Châu Á và Giải Vô địch Các câu lạc bộ Nữ Châu Á, Thanh Thúy đều giành 2 danh hiệu cá nhân "Vận động viên xuất sắc nhất" và "Chủ công xuất sắc nhất" và giúp đội tuyển Việt Nam giành ngôi vô địch.
Đầu năm 2024, cô gặp chấn thương đầu gối khi đang thi đấu ở Nhật Bản. Do mong muốn sớm được thi đấu trở lại, cô đã tập luyện khi chưa hoàn toàn hồi phục và bị tái phát chấn thương nhiều lần. Tháng 4 năm 2024, cô hết hạn hợp đồng với câu lạc bộ Nhật Bản và về nước, tham dự Cúp VTV9 – Bình Điền 2024. Tháng 5 năm đó, cô tham dự Cúp Thách thức Nữ Châu Á 2024 cùng đội tuyển Việt Nam nhưng không thi đấu trận nào do chấn thương đầu gối chưa bình phục. Sau khi Việt Nam vô địch Cúp Thách thức Nữ Châu Á và giành quyền tham dự FIVB Challenge Cup 2024, Thanh Thúy về Thành phố Hồ Chí Minh chữa trị chấn thương rồi trở lại đội tuyển và được đăng ký vào đội hình tham dự giải này.

### 2024-2025: Chấn thương ảnh hưởng đến phong độ
Tháng 4 năm 2024, đội bóng chuyền nữ Kuzeyboru ở Thổ Nhĩ Kỳ thông báo đã kí hợp đồng với Thanh Thúy. Tuy nhiên, ảnh hưởng của chấn thương đầu gối gặp phải từ đầu năm khiến Thanh Thúy không đạt được phong độ tốt nhất, cô có rất ít lần được ra sân trong đội hình của CLB Kuzeyboru. Tháng 11 năm 2024, CLB Kuzeyboru chính thức thông báo kết thúc hợp đồng với Trần Thị Thanh Thúy. Thời điểm trở về Việt Nam, Thanh Thúy thông báo cô đã hồi phục chấn thương và mong muốn xuất ngoại sang một giải đấu ở châu Á. Tháng 12 năm 2024, đội trưởng của ĐTQG đã thông báo cô đạt được thỏa thuận gia nhập CLB Gresik Petrokimia Pupuk của giải VĐQG Indonesia và bắt đầu thi đấu từ tháng 1 năm 2025. Mặc dù vậy, chỉ sau khoảng 1 tháng thi đấu tại Indonesia, CLB Gresik Petrokimia Pupuk đã bất ngờ thông báo kết thúc hợp đồng với Thanh Thúy. Cô trở về Việt Nam vào ngày 31/1/2025 và đón Tết Nguyên đán cùng gia đình. Thanh Thúy sau đó đã hội quân cùng CLB VTV Bình Điền Long An để tập luyện và thi đấu các giải đấu trong màu áo Long An giai đoạn đầu năm 2025, bao gồm cúp Hoa Lư, giải VĐQG, cúp Hùng Vương, và AVC Champions League.

### 2025-nay: Trở lại sau chấn thương
Trở về thi đấu cho CLB chủ quản VTV Bình Điền Long An, Thanh Thúy tiếp tục là cây ghi điểm chính và là chỗ dựa tinh thần vững chắc cho đội. Mặc dù thành tích của VTV Bình Điền Long An chưa được như kì vọng (hạng 3 cúp Hoa Lư, hạng 3 cúp Hùng Vương, hạng 2 tại giai đoạn 1 giải VĐQG), nhưng màn thể hiện của cá nhân Thanh Thúy được đánh giá rất cao, đặc biệt có những trận đấu cô ghi tới 38–44 điểm, cho thấy sự trở lại mạnh mẽ của đội trưởng đội tuyển bóng chuyền nữ quốc gia. Tháng 4 năm 2025, Thanh Thúy cùng CLB VTV Bình Điền Long An tham dự AVC Champions League tại Philippines. Đội trưởng của CLB cũng như ĐTQG đã có những màn thể hiện ấn tượng xuyên suốt giải đấu, giúp VTV Bình Điền Long An giành được vị trí á quân cùng một suất tham dự FIVB Women's Club World Championship. Thanh Thúy ghi tổng cộng 95 điểm, xếp thứ 3 danh sách vận động viên ghi điểm tốt nhất, đồng thời dẫn đầu danh sách vận động viên đỡ bước 1 tốt nhất. Ở giải đấu này, đa số các trận HLV Thái Quang Lai đã xếp Thanh Thúy thi đấu ở vị trí đối chuyền thay vì vị trí chủ công sở trường. Kết thúc giải Thanh Thúy đã được vinh danh trong đội hình tiêu biểu của giải với danh hiệu Đối chuyền xuất sắc nhất.
Kết thúc AVC Champions League, Thanh Thúy trở lại tập trung ĐTQG để thi đấu các giải đấu của đội tuyển. Sau năm 2024 không có nhiều đóng góp cho đội tuyển vì chấn thương, Thanh Thúy đã có sự trở lại ấn tượng trong màu áo ĐTQG. Cô cùng người đàn em Bích Tuyền là 2 cây ghi điểm chủ lực của đội tuyển, góp công lớn giúp đội tuyển Việt Nam giành chức vô địch tại AVC Nations Cup lần thứ 3 liên tiếp. Tại lễ trao giải, đội trưởng của ĐTQG được vinh danh trong đội hình tiêu biểu của giải với danh hiệu Chủ công xuất sắc nhất.

## Đánh giá
Với chiều cao vượt trội, cô được gọi là "khủng long" của bóng chuyền nữ Việt Nam. Năm 2017, trên báo Nhân dân cây viết bóng chuyền kỳ cựu Nguyễn Lưu đã đánh giá Thanh Thúy có lợi thế về thể hình, lối đánh hiện đại, nhưng chưa phải tuyển thủ có tầm bật đà và bật chắn cao. Tờ báo cũng trích dẫn đánh giá của giới chuyên môn, cho rằng Trần Thị Thanh Thúy là chủ công có lối chơi hiện đại nhất bóng chuyền nữ Việt Nam thời điểm đó, có khả năng tấn công hàng sau và có "miếng đánh" hiếm. Năm 2020, báo Thanh niên dẫn lời trang SMMSport (Thái Lan) coi Thúy là tay đập chủ lực của Bangkok Glass, xếp nữ vận động viên vào danh sách 7 ngoại binh xuất sắc nhất tại giải bóng chuyền Thái Lan. Báo Lao động đánh giá cô là ngôi sao số 1 của bóng chuyền nữ Việt Nam, trong khi báo Công an nhân đân đã đánh giá cô là vận động viên xuất ngoại thành công nhất của thể thao Việt Nam.

## Thông tin khác
Nhiều cơ quan truyền thông từng đưa tin Trần Thị Thanh Thúy có chiều cao là 1,93 m. Tuy nhiên, theo danh sách đội hình Cúp Thách thức Châu Á 2023, cô có chiều cao 190 cm với cân nặng 73 kg, tầm đánh 310 cm, tầm chắn 293 cm. Trong chương trình Giấc mơ thể thao trên VTVCab, Thanh Thuý đã xác nhận chiều cao thật của cô là 1m90.

## Thành tích

### Thành tích cùng đội tuyển quốc gia
- Giải vô địch châu Á 2015: Hạng 5[66]
- Đại hội Thể thao Đông Nam Á 2015: Huy chương bạc[67]
- Giải bóng chuyền nữ U23 châu Á 2017: Hạng 3[68]
- Giải vô địch châu Á 2017: Hạng 5[69]
- Đại hội Thể thao Đông Nam Á 2017: Huy chương đồng[70]
- Đại hội Thể thao Châu Á 2018: Hạng 6[28]
- Cúp bóng chuyền nữ châu Á 2018: Hạng 5[71]
- Giải bóng chuyền nữ U23 châu Á 2019: Hạng 3[32]
- ASEAN Grand Prix 2019 – Lượt đi: Hạng 4[33]
- Đại hội Thể thao Đông Nam Á 2021: Huy chương bạc[41]
- Cúp bóng chuyền nữ châu Á 2022: Hạng 4[42]
- ASEAN Grand Prix 2022: Á quân[43]
- Đại hội Thể thao Đông Nam Á 2023: Huy chương bạc[72]
- Cúp Bóng chuyền Thách thức Nữ Châu Á 2023: Vô địch[44]
- FIVB Challenger Cup 2023: Hạng 8[73]
- SEA V.League 2023 – Lượt đi: Á quân[74]
- Giải vô địch bóng chuyền nữ châu Á 2023: Hạng 4
- Đại hội Thể thao Châu Á 2022: Hạng 4[75]
- FIVB Challenge Cup 2024: Hạng 3

### Thành tích cùng câu lạc bộ
- Giải vô địch quốc gia Việt Nam 2014: Á quân[12]
- Giải vô địch quốc gia Việt Nam 2015: Bán kết[76]
- Giải vô địch quốc gia Thái Lan 2015-2016: Vô địch[9]
- Giải vô địch quốc gia Việt Nam 2016: Hạng 3[77]
- Giải vô địch quốc gia Việt Nam 2017: Vô địch[22]
- Giải vô địch quốc gia Đài Loan 2017-2018: Hạng 3[78]
- Giải vô địch quốc gia Việt Nam 2018: Vô địch[26]
- Giải vô địch quốc gia Việt Nam 2022: Hạng 3[79]
- Giải Vô địch Các câu lạc bộ Nữ Châu Á 2023: Vô địch[80]
- Giải Vô địch Các câu lạc bộ Nữ Châu Á 2025: Á quân[81]

### Danh hiệu cá nhân
- Giải bóng chuyền nữ trẻ toàn quốc 2013, 2014: Vận động viên triển vọng nhất[82]
- Giải bóng chuyền nữ cúp Đạm Cà Mau 2015: Vận động viên xuất sắc toàn diện[83]
- Cúp VTV Bình Điền 2015: Vận động viên trẻ ấn tượng[15]
- VTV Cup 2017: Chủ công xuất sắc nhất[21]
- Giải bóng chuyền nữ U23 châu Á 2017: Chủ công xuất sắc nhất[19]
- Cúp VTV Bình Điền 2018: Chủ công xuất sắc nhất[84]
- VTV Cup 2018: Vận động viên toàn diện nhất[27]
- Giải bóng chuyền nữ U23 châu Á 2019: Chủ công xuất sắc nhất[32]
- ASEAN Grand Prix 2022: Chủ công xuất sắc nhất[43]
- Giải Vô địch Các câu lạc bộ Nữ Châu Á 2023: Vận động viên xuất sắc nhất[85]
- Giải Vô địch Các câu lạc bộ Nữ Châu Á 2023: Chủ công xuất sắc nhất[46]
- Cúp Bóng chuyền Thách thức Nữ Châu Á 2023: Vận động viên xuất sắc nhất[44]
- Cúp Bóng chuyền Thách thức Nữ Châu Á 2023: Chủ công xuất sắc nhất[44]
- SEA V.League 2023 – Lượt đi: Chủ công xuất sắc nhất[74]
- Giải Vô địch Các câu lạc bộ Nữ Châu Á 2025: Đối chuyền xuất sắc nhất